# Puerto Rico az 1988. évi nyári olimpiai játékokon
Puerto Rico a dél-koreai Szöulban megrendezett 1988. évi nyári olimpiai játékok egyik részt vevő nemzete volt. Az országot az olimpián 12 sportágban 57 sportoló képviselte, akik érmet nem szereztek.

## Atlétika
Férfi
| Versenyző       | Versenyszám | Előfutam | Előfutam | Előfutam | Negyeddöntő | Negyeddöntő | Negyeddöntő | Elődöntő | Elődöntő | Elődöntő | Döntő   | Döntő    |
| Versenyző       | Versenyszám | Idő      | Hely.    | Össz.    | Idő         | Hely.       | Össz.       | Idő      | Hely.    | Össz.    | Idő     | Helyezés |
| --------------- | ----------- | -------- | -------- | -------- | ----------- | ----------- | ----------- | -------- | -------- | -------- | ------- | -------- |
| Edgardo Guilbe  | 200 m       | 21,09    | 3.       | 22.*     | 20,73       | 4.          | 12.         | 20,77    | 7.       | 14.      | kiesett | kiesett  |
| Domingo Cordero | 400 m gát   | 51,26    | 7.       | 27.      |             |             |             | kiesett  | kiesett  | kiesett  | kiesett | kiesett  |

| Versenyző      | Versenyszám | Selejtező                     | Selejtező             | Döntő    | Döntő    |
| Versenyző      | Versenyszám | Eredmény                      | Helyezés              | Eredmény | Helyezés |
| -------------- | ----------- | ----------------------------- | --------------------- | -------- | -------- |
| Rey Quiñones   | Távolugrás  | érvényes ugrás nélkül         | érvényes ugrás nélkül | kiesett  | kiesett  |
| Ernesto Torres | Hármasugrás | 15,59 m (holtverseny) 15,44 m | 33.                   | kiesett  | kiesett  |

| Versenyző         | Versenyszám | Selejtező | Selejtező | Döntő    | Döntő    |
| Versenyző         | Versenyszám | Eredmény  | Helyezés  | Eredmény | Helyezés |
| ----------------- | ----------- | --------- | --------- | -------- | -------- |
| Madeline de Jesús | Távolugrás  | 608 cm    | 23.       | kiesett  | kiesett  |

* - egy másik versenyzővel azonos eredményt ért el

## Birkózás
Kötöttfogású
| Versenyző        | Versenyszám | Vigaszágas kiesés                                                      | Vigaszágas kiesés | Helyosztók        | Helyosztók        | Bronz- mérkőzés   | Döntő             | Helyezés    |
| Versenyző        | Versenyszám | Vigaszágas kiesés                                                      | Vigaszágas kiesés | 7. helyért        | 5. helyért        | Bronz- mérkőzés   | Döntő             | Helyezés    |
| Versenyző        | Versenyszám | Ellenfél Eredmény                                                      | Hely.             | Ellenfél Eredmény | Ellenfél Eredmény | Ellenfél Eredmény | Ellenfél Eredmény | Helyezés    |
| ---------------- | ----------- | ---------------------------------------------------------------------- | ----------------- | ----------------- | ----------------- | ----------------- | ----------------- | ----------- |
| Ubaldo Rodríguez | 82 kg       | B csoport · Mihail Mamiasvili (URS) · 0–15 · Bogdan Daras (POL) · 1–17 | 9.                | kiesett           | kiesett           | kiesett           | kiesett           | helyezetlen |

Szabadfogású
| Versenyző        | Versenyszám | Vigaszágas kiesés                                                            | Vigaszágas kiesés | Helyosztók        | Helyosztók        | Bronz- mérkőzés   | Döntő             | Helyezés    |
| Versenyző        | Versenyszám | Vigaszágas kiesés                                                            | Vigaszágas kiesés | 7. helyért        | 5. helyért        | Bronz- mérkőzés   | Döntő             | Helyezés    |
| Versenyző        | Versenyszám | Ellenfél Eredmény                                                            | Hely.             | Ellenfél Eredmény | Ellenfél Eredmény | Ellenfél Eredmény | Ellenfél Eredmény | Helyezés    |
| ---------------- | ----------- | ---------------------------------------------------------------------------- | ----------------- | ----------------- | ----------------- | ----------------- | ----------------- | ----------- |
| Carlos Negron    | 52 kg       | A csoport · Valentin Jordanov (BUL) · kétvállas · Šaban Trstena (YUG) · 1–16 | 10.               | kiesett           | kiesett           | kiesett           | kiesett           | helyezetlen |
| Ubaldo Rodríguez | 82 kg       | B csoport · Mohamed Zayar (SYR) · 0–11 · Victor Kodei (NGR) · kétvállas      | 12.               | kiesett           | kiesett           | kiesett           | kiesett           | helyezetlen |

## Cselgáncs
| Versenyző     | Versenyszám | Csoport | Selejtező                             | 32-es főtábla                               | Nyolcaddöntő      | Negyeddöntő       | Elődöntő          | Vigaszág nyolcaddöntő | Vigaszág negyeddöntő                           | Vigaszág elődöntő | Bronz- mérkőzés   | Döntő             | Helyezés |
| Versenyző     | Versenyszám | Csoport | Ellenfél Eredmény                     | Ellenfél Eredmény                           | Ellenfél Eredmény | Ellenfél Eredmény | Ellenfél Eredmény | Ellenfél Eredmény     | Ellenfél Eredmény                              | Ellenfél Eredmény | Ellenfél Eredmény | Ellenfél Eredmény | Helyezés |
| ------------- | ----------- | ------- | ------------------------------------- | ------------------------------------------- | ----------------- | ----------------- | ----------------- | --------------------- | ---------------------------------------------- | ----------------- | ----------------- | ----------------- | -------- |
| Luis Martínez | Légsúly     | B       | Neil Eckersley (GBR) · 0000–1000      | kiesett                                     | kiesett           | kiesett           | kiesett           |                       |                                                |                   |                   |                   | 34.      |
| Víctor Rivera | Harmatsúly  | B       | Bujkó Tamás (HUN) · 0010–0010 (bírói) | kiesett                                     | kiesett           | kiesett           | kiesett           |                       |                                                |                   |                   |                   | 34.      |
| Angelo Ruiz   | Könnyűsúly  | B       | erőnyerő                              | Federico Vizcarra (MEX) · 0000–0000 (bírói) | kiesett           | kiesett           | kiesett           |                       |                                                |                   |                   |                   | 19.      |
| Jorge Bonnet  | Középsúly   | B       | erőnyerő                              | Peter Seisenbacher (AUT) · 0000–1000        |                   |                   |                   |                       | Kim Szunggju (Kim Seung-Gyu) (KOR) · 0000–0212 | kiesett           | kiesett           |                   | 9.       |

## Evezés
Férfi
| Versenyző  | Versenyszám  | Előfutam | Előfutam | Vigaszág | Vigaszág | Elődöntő | Elődöntő | Döntő   | Döntő   | Döntő   | Helyezés    |
| Versenyző  | Versenyszám  | Idő      | Hely.    | Idő      | Hely.    | Idő      | Hely.    | Típus   | Idő     | Hely.   | Helyezés    |
| ---------- | ------------ | -------- | -------- | -------- | -------- | -------- | -------- | ------- | ------- | ------- | ----------- |
| Juan Félix | Egypárevezős | 7:55,46  | 6.       | 7:18,77  | 4.       | kiesett  | kiesett  | kiesett | kiesett | kiesett | helyezetlen |

## Íjászat
Férfi
| Versenyző      | Versenyszám | Selejtező | Selejtező | Nyolcaddöntő | Nyolcaddöntő | Negyeddöntő | Negyeddöntő | Elődöntő | Elődöntő | Döntő   | Döntő    |
| Versenyző      | Versenyszám | Pont      | Hely.     | Pont         | Hely.        | Pont        | Hely.       | Pont     | Hely.    | Pont    | Helyezés |
| -------------- | ----------- | --------- | --------- | ------------ | ------------ | ----------- | ----------- | -------- | -------- | ------- | -------- |
| Miguel Pedraza | Egyéni      | 1172      | 67.       | kiesett      | kiesett      | kiesett     | kiesett     | kiesett  | kiesett  | kiesett | kiesett  |

Női
| Versenyző   | Versenyszám | Selejtező | Selejtező | Nyolcaddöntő | Nyolcaddöntő | Negyeddöntő | Negyeddöntő | Elődöntő | Elődöntő | Döntő   | Döntő    |
| Versenyző   | Versenyszám | Pont      | Hely.     | Pont         | Hely.        | Pont        | Hely.       | Pont     | Hely.    | Pont    | Helyezés |
| ----------- | ----------- | --------- | --------- | ------------ | ------------ | ----------- | ----------- | -------- | -------- | ------- | -------- |
| Gloria Rosa | Egyéni      | 1168      | 54.       | kiesett      | kiesett      | kiesett     | kiesett     | kiesett  | kiesett  | kiesett | kiesett  |

## Kosárlabda

### Férfi
| Puerto Ricó-i férfi kosárlabdacsapat-játékoskeret                                                    | Puerto Ricó-i férfi kosárlabdacsapat-játékoskeret                                                |
| --- | ------------------------------------------------------------------------------------------------ |
| - Ángel Cruz - Edgar de León - Federico López - Francisco de León - Jerome Mincy - José Rafael Ortíz | - Juan Ramón Rivas - Mario Moráles - Ramón Ramos - Raymond Gause - Roberto Ríos - Vicente Ithier |

#### Eredmények
Csoportkör
A csoport
| Csapat                          | M | Gy | V | P+  | P–  | Pk  |
| ------------------------------- | - | -- | - | --- | --- | --- |
| Jugoszlávia (YUG)               | 5 | 4  | 1 | 468 | 384 | +84 |
| Szovjetunió (URS)               | 5 | 4  | 1 | 460 | 393 | +67 |
| Ausztrália (AUS)                | 5 | 3  | 2 | 429 | 408 | +21 |
| Puerto Rico (PUR)               | 5 | 3  | 2 | 382 | 387 | –5  |
| Közép-afrikai Köztársaság (CAF) | 5 | 1  | 4 | 346 | 436 | –90 |
| Dél-Korea (KOR)                 | 5 | 0  | 5 | 384 | 461 | –77 |

| 1988. szeptember 18. | Ausztrália (AUS) | 81–77 | Puerto Rico (PUR) |  |
| 1988. szeptember 18. | (50–36)          |       |                   |  |

| 1988. szeptember 20. | Dél-Korea (KOR) | 74–79 | Puerto Rico (PUR) |  |
| 1988. szeptember 20. | (30–38)         |       |                   |  |

| 1988. szeptember 21. | Puerto Rico (PUR) | 81–93 | Szovjetunió (URS) |  |
| 1988. szeptember 21. | (39–37)           |       |                   |  |

| 1988. szeptember 23. | Közép-afrikai Köztársaság (CAF) | 67–71 | Puerto Rico (PUR) |  |
| 1988. szeptember 23. | (41–37)                         |       |                   |  |

| 1988. szeptember 24. | Puerto Rico (PUR) | 74–72 | Jugoszlávia (YUG) |  |
| 1988. szeptember 24. | (36–37)           |       |                   |  |

Negyeddöntő
| 1988. szeptember 26. | Egyesült Államok (USA) | 94–57 | Puerto Rico (PUR) |  |
| 1988. szeptember 26. | (48–28)                |       |                   |  |

Az 5–8. helyért
| 1988. szeptember 28. | Brazília (BRA) | 104–86 | Puerto Rico (PUR) |  |
| 1988. szeptember 28. | (51–39)        |        |                   |  |

A 7. helyért
| 1988. szeptember 29. | Spanyolország (ESP) | 92–93 | Puerto Rico (PUR) |  |
| 1988. szeptember 29. | (45–47)             |       |                   |  |

| Csapat            | Helyezés |
| ----------------- | -------- |
| Puerto Rico (PUR) | 7.       |

## Lovaglás
Lovastusa
| Versenyző     | Ló             | Versenyszám | Díjlovaglás | Díjlovaglás | Tereplovaglás | Tereplovaglás | Díjugratás | Díjugratás | Végeredmény | Végeredmény |
| Versenyző     | Ló             | Versenyszám | Bünt.       | Hely.       | Bünt.         | Hely.         | Bünt.      | Hely.      | Bünt.       | Helyezés    |
| ------------- | -------------- | ----------- | ----------- | ----------- | ------------- | ------------- | ---------- | ---------- | ----------- | ----------- |
| Thomas Wilson | Personal Touch | Egyéni      | 59,20       | 18.         | nem ért célba | nem ért célba | kiesett    | kiesett    | kiesett     | kiesett     |

## Ökölvívás
| Versenyző      | Versenyszám     | Selejtező                      | 32-es főtábla                | Nyolcaddöntő                    | Negyeddöntő                 | Elődöntő          | Döntő             | Helyezés |
| Versenyző      | Versenyszám     | Ellenfél Eredmény              | Ellenfél Eredmény            | Ellenfél Eredmény               | Ellenfél Eredmény           | Ellenfél Eredmény | Ellenfél Eredmény | Helyezés |
| -------------- | --------------- | ------------------------------ | ---------------------------- | ------------------------------- | --------------------------- | ----------------- | ----------------- | -------- |
| Luis Rolón     | Papírsúly       | erőnyerő                       | Chatchai Sasakul (THA) · 2:3 | kiesett                         | kiesett                     | kiesett           | kiesett           | 17.      |
| Andy Agosto    | Légsúly         | Khadpo Vichai (THA) · 5:0      | Hamed Halbouni (SYR) · 5:0   | Timofei Scriabin (URS) · 0:5    | kiesett                     | kiesett           | kiesett           | 9.       |
| Felipe Nieves  | Harmatsúly      | Samba Jacob Diallo (GUI) · 5:0 | Jorge Julio (COL) · 0:5      | kiesett                         | kiesett                     | kiesett           | kiesett           | 17.      |
| Esteban Flores | Pehelysúly      | Patrick Mwamba (ZAM) · 4:1     | Wanchai Pongsri (THA) · 0:5  | kiesett                         | kiesett                     | kiesett           | kiesett           | 17.      |
| Héctor Arroyo  | Könnyűsúly      | erőnyerő                       | Kibar Tatar (TUR) · 5:0      | Kamal Marjouane (MAR) · 2:3     | kiesett                     | kiesett           | kiesett           | 9.       |
| Víctor Pérez   | Kisváltósúly    | Szabó Lóránt (HUN) · 2:3       | kiesett                      | kiesett                         | kiesett                     | kiesett           | kiesett           | 33.      |
| Lionel Ortíz   | Váltósúly       | Siegfried Mehnert (GDR) · 0:5  | kiesett                      | kiesett                         | kiesett                     | kiesett           | kiesett           | 33.      |
| Rey Rivera     | Nagyváltósúly   | erőnyerő                       | George Allison (GUY) · 5:0   | Peter Silva (BRA) · KO          | Richie Woodhall (GBR) · 0:5 | kiesett           | kiesett           | 5.       |
| Nelson Adams   | Félnehézsúly    |                                | erőnyerő                     | Erős Lajos (HUN) · 1:4          | kiesett                     | kiesett           | kiesett           | 9.       |
| Harold Arroyo  | Szupernehézsúly |                                | erőnyerő                     | Janusz Zarenkiewicz (POL) · 0:5 | kiesett                     | kiesett           | kiesett           | 9.       |

## Sportlövészet
Férfi
| Versenyző     | Versenyszám       | Selejtező | Selejtező | Döntő   | Döntő    |
| Versenyző     | Versenyszám       | Pont      | Helyezés  | Pont    | Helyezés |
| ------------- | ----------------- | --------- | --------- | ------- | -------- |
| Jorge Bracero | Sportpuska, fekvő | 592       | 36.       | kiesett | kiesett  |

Nyílt
| Versenyző    | Versenyszám | Selejtező | Selejtező | Döntő   | Döntő    |
| Versenyző    | Versenyszám | Pont      | Helyezés  | Pont    | Helyezés |
| ------------ | ----------- | --------- | --------- | ------- | -------- |
| Luis Garrido | Trap        | 136       | 42.       | kiesett | kiesett  |

## Súlyemelés
| Versenyző      | Versenyszám | Szakítás | Szakítás | Lökés    | Lökés    | Összesen | Helyezés |
| Versenyző      | Versenyszám | Eredmény | Helyezés | Eredmény | Helyezés | Összesen | Helyezés |
| -------------- | ----------- | -------- | -------- | -------- | -------- | -------- | -------- |
| Angel Arroyo   | 60 kg       | 100,0    | 13.      | 135,0    | 10.      | 235,0    | 10.      |
| William Letriz | 82,5 kg     | 142,5    | 13.      | 165,0    | 13.      | 307,5    | 13.      |

## Úszás
Férfi
| Versenyző         | Versenyszám  | Előfutam | Előfutam | Előfutam | Döntő   | Döntő   | Döntő   | Helyezés |
| Versenyző         | Versenyszám  | Idő      | Hely.    | Össz.    | Típus   | Idő     | Hely.   | Helyezés |
| ----------------- | ------------ | -------- | -------- | -------- | ------- | ------- | ------- | -------- |
| Manuel Guzmán     | 50 m gyors   | 23,61    | 1.       | 24.      | kiesett | kiesett | kiesett | kiesett  |
| Manuel Guzmán     | 100 m gyors  | 51,25    | 1.       | 24.      | kiesett | kiesett | kiesett | kiesett  |
| Manuel Guzmán     | 100 m hát    | 57,62    | 1.       | 16.      | B       | 57,95   | 7.      | 15.      |
| Salvador Vassallo | 200 m gyors  | 1:53,82  | 5.       | 36.      | kiesett | kiesett | kiesett | kiesett  |
| Salvador Vassallo | 400 m gyors  | 3:55,30  | 1.       | 16.      | B       | 3:55,39 | 7.      | 15.      |
| Salvador Vassallo | 400 m vegyes | 4:30,37  | 7.       | 20.      | kiesett | kiesett | kiesett | kiesett  |

Női
| Versenyző  | Versenyszám | Előfutam | Előfutam | Előfutam | Döntő   | Döntő   | Döntő   | Helyezés |
| Versenyző  | Versenyszám | Idő      | Hely.    | Össz.    | Típus   | Idő     | Hely.   | Helyezés |
| ---------- | ----------- | -------- | -------- | -------- | ------- | ------- | ------- | -------- |
| Rita Garay | 200 m gyors | 2:07,44  | 7.       | 33.      | kiesett | kiesett | kiesett | kiesett  |
| Rita Garay | 400 m gyors | 4:24,84  | 5.       | 28.      | kiesett | kiesett | kiesett | kiesett  |
| Rita Garay | 800 m gyors | 9:04,62  | 3.       | 27.      | kiesett | kiesett | kiesett | kiesett  |
| Rita Garay | 100 m hát   | 1:08,58  | 7.       | 31.      | kiesett | kiesett | kiesett | kiesett  |
| Rita Garay | 200 m hát   | 2:23,73  | 3.       | 24.      | kiesett | kiesett | kiesett | kiesett  |

## Vitorlázás
Férfi
| Versenyző       | Versenyszám | Futam | Futam | Futam | Futam | Futam   | Futam | Futam | Pontszám | Helyezés |
| Versenyző       | Versenyszám | 1     | 2     | 3     | 4     | 5       | 6     | 7     | Pontszám | Helyezés |
| --------------- | ----------- | ----- | ----- | ----- | ----- | ------- | ----- | ----- | -------- | -------- |
| Osvaldo Alcaide | Divízió II  | 28,0  | 26,0  | 27,0  | 19,0  | (52,0*) | 31,0  | 31,0  | 162,0    | 23.      |

Nyílt
| Versenyző                     | Versenyszám | Futam  | Futam | Futam | Futam | Futam | Futam | Futam | Pontszám | Helyezés |
| Versenyző                     | Versenyszám | 1      | 2     | 3     | 4     | 5     | 6     | 7     | Pontszám | Helyezés |
| ----------------------------- | ----------- | ------ | ----- | ----- | ----- | ----- | ----- | ----- | -------- | -------- |
| Quique Figueroa Oscar Mercado | Tornádó     | (20,0) | 18,0  | 18,0  | 19,0  | 16,0  | 19,0  | 14,0  | 104,0    | 13.      |

* - nem ért célba